# Retocomus alami
Retocomus alami är en skalbaggsart som beskrevs av Abdullah 1965. Retocomus alami ingår i släktet Retocomus och familjen kvickbaggar. Inga underarter finns listade i Catalogue of Life.